# オイリアンテ (小惑星)
オイリアンテ (527 Euryanthe) は、小惑星帯に位置する小惑星である。
マックス・ヴォルフがハイデルベルクで発見し、カール・マリア・フォン・ウェーバー作のオペラ『オイリアンテ』のヒロインにちなんで命名された。